# Anton Ivanovich Denikin
Anton Ivanovich Denikin (Антон Иванович Деникин) (16 de Dezembro de 1872 – 8 de Agosto de 1947) foi Tenente-general do Exército Imperial Russo (1916) e um dos primeiros generais do Exército Branco na guerra civil. Foi o responsável por tentar estabelecer um governo civil em uma das partes ocupadas por ele durante a guerra, o então governo sul-russo.

## Biografia
Denikin nasceu em uma terra que agora é polonesa; ele estudou na Academia Militar de Kiev e lutou na Guerra Russo-Japonesa de 1905. Com a eclosão da Primeira Guerra Mundial, ele comandava o distrito militar de Kiev. Em 1916, foi-lhe confiado um papel operacional e, portanto, liderou suas tropas até à Romênia, na última campanha vitoriosa para a Rússia: a ofensiva de Brusilov.
Após a Revolução de fevereiro e a queda do czar, ele apoiou a tentativa de golpe do comandante Lavr Georgievič Kornilov, mas foi detido e encarcerado. Após a Revolução de Outubro, Denikin e Kornilov fugiram para Novočerkassk no sul da Rússia e formaram um exército de voluntários para lutar contra os bolcheviques.
Em abril de 1918, Kornilov foi morto perto de Ekaterinodar (hoje Krasnodar) e Denikin assumiu o comando dos antirrevolucionários, mas foi derrotado em outubro do ano seguinte em Orël, 400 km ao sul de Moscou. Após a derrota, Denikin foi para o exílio na França, de onde continuou a se opor ao regime soviético. Após a eclosão da Segunda Guerra Mundial, Denikin foi forçado a deixar a Paris ocupada pelos nazistas, mas logo foi capturado.
Após o fim da guerra, em 1945, Denikin emigrou para os Estados Unidos da América, para Nova York. Ele morreu durante as férias perto de Ann Arbor, Michigan. Ele foi enterrado com todas as honras militares em Detroit e mais tarde mudou-se para o cemitério de St. Volodymyr em Jackson, Nova Jersey.

## Obras de Denikin
Denikin escreveu vários livros, incluindo:
- Russian Turmoil. Memoirs: Military, Social & Political. Hutchinson. Londres. 1922. (apenas o volume 1 de 5 foi publicado em inglês.)
  - Republicado: Hyperion Press. 1973. ISBN 978-0-88355-100-4
- The White Army. Traduzido por Catherine Zvegintsov. Jonathan Cape, 1930
  - Republicado: Hyperion Press. 1973. ISBN 978-0-88355-101-1.
  - Republicado: Ian Faulkner Publishing. Cambridge. 1992. ISBN 978-1-85763-010-7.
- The Career of a Tsarist Officer: Memoirs, 1872-1916. Tradução de Margaret Patoski. University of Minnesota Press. 1975.